# Divisions administratives de la dynastie Liao

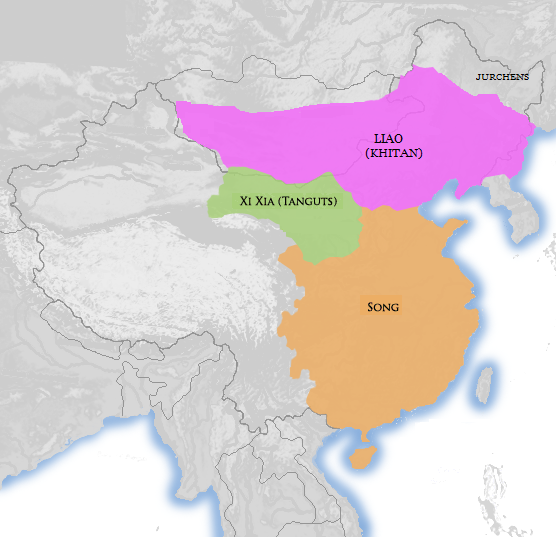
L'empire Liao (en violet) en 1111.

La dynastie Liao est un empire d'Asie orientale fondé et dirigé par les Khitans, qui règne sur la Mongolie, une partie de la Russie orientale et du nord de la Chine continentale entre 907 et 1125. Elle est fondée par Yelü Abaoji, le Khagan des Khitans, après la chute de la dynastie chinoise Tang, et est le premier État à contrôler l'ensemble de la Mandchourie.
Du début du Xe siècle jusqu'à la chute de l'empire en 1125, le territoire Liao est organisé administrativement par un système provincial inspiré de ceux mis en place par les différentes dynasties chinoises.

## Organisation générale

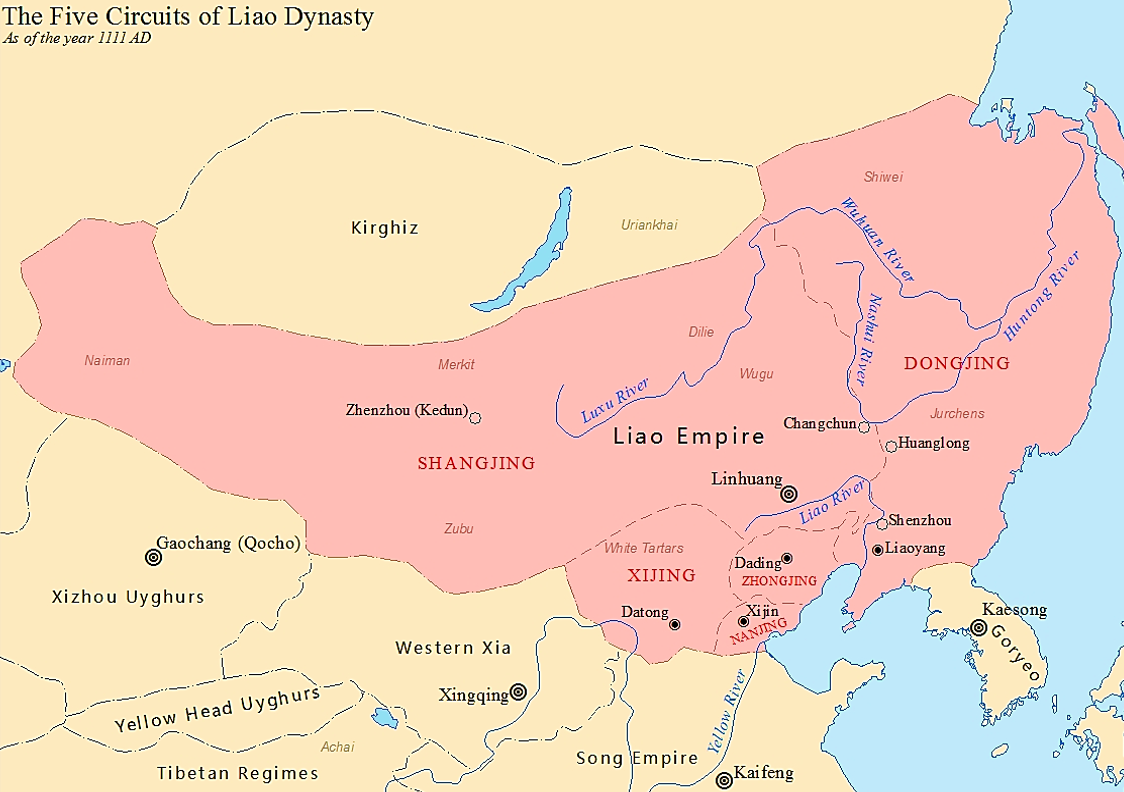
Les cinq circuits de la dynastie Liao

L'expansion de la dynastie Liao durant le Xe siècle finit par nécessiter la mise en place d'un système de divisions administratives, afin de faciliter le contrôle et la gestion du territoire de l'empire. Pendant son règne, Taizu, le premier empereur Liao, divise officieusement ses terres en une région nord et une région sud. C'est le troisième empereur, Shizong, qui officialise cette partition en 947. La partie nord est principalement, mais pas uniquement, habitée par les Khitan et d'autres clans nomades; tandis que la partie sud était très largement habitée par des peuples sédentaires, comme les Chinois d'ethnie Han et les Po-hai. Chaque région a sa propre capitale et son propre droit. À l'origine, la région nord est administrée pour l'essentiel par un système de gouvernement basé sur l'organisation traditionnelle des clans et peuples nomades; mais un second système est mis en place pour les populations sédentaires vivant à l'intérieur de ses frontières. Le gouvernement de la région sud, en revanche, adopte de nombreuses institutions et systèmes juridiques chinois.
Au fil du temps, les Liao consolident leur emprise sur les peuples sédentaires de la région du sud et cette dernière finit par être divisée en quatre provinces appelées circuits. C'est ainsi, au milieu du XIe siècle, l'empire Liao est divisé en cinq circuits au total. Les noms de leurs capitales sont indiqués dans le tableau ci-dessous :
| Nom de la Capitale                                                                         | Nom de la Capitale          | Zhou de la capitale | Zhou de la capitale         | localisation actuelle                                                           |
| Translittération                                                                           | Chinois traditionnel        | Translittération    | Chinois                     | localisation actuelle                                                           |
| ------------------------------------------------------------------------------------------ | --------------------------- | ------------------- | --------------------------- | ------------------------------------------------------------------------------- |
| Shangjing "Capitale Supérieure" (peut signifier "Capitale du Nord" ou "Capitale Suprême")" | chinois traditionnel : 上京 | Linhuang            | chinois traditionnel : 臨潢 | Bannière gauche de Bairin (chinois traditionnel : 巴林左旗) Mongolie-Intérieure |
| Zhongjing "Capitale Centrale"                                                              | chinois traditionnel : 中京 | Dading              | chinois traditionnel : 大定 | A proximité de Ningcheng (chinois traditionnel : 寧城) Mongolie-Intérieure      |
| Dongjing "Capitale de l'Est"                                                               | chinois traditionnel : 東京 | Liaoyang            | chinois traditionnel : 遼陽 | Liaoyang (chinois traditionnel : 遼陽) Liaoning                                 |
| Xijing "Capitale de l'Ouest"                                                               | chinois traditionnel : 西京 | Datong              | chinois traditionnel : 大同 | Datong (chinois traditionnel : 大同) Shanxi                                     |
| Nanjing (en) "Capitale du Sud"                                                             | chinois traditionnel : 南京 | Xijinfu             | chinois traditionnel : 析津 | Pékin (chinois traditionnel : 北京)                                             |

Les hauts fonctionnaires de chaque circuit se rendent au camp de l'empereur deux fois par an et y discutent des affaires de l'État. Chaque capitale, à l'exception de la capitale suprême, est gouvernée par un régent, qui, habituellement, est un membre de la famille impériale. Les gouverneurs des provinces du sud jouissent d'un certain pouvoir mais sont toujours sous le contrôle ferme de l'empereur et de ses conseillers; qui sont issus principalement de la région du nord. En outre, les gouverneurs du sud n'ont pas le droit d'exercer un commandement effectif sur l'armée; l'empereur et sa cour prenant soin de se réserver ce pouvoir.
Dans la hiérarchie administrative, on trouve en dessous des régents les agents du gouvernement, qui ont tendance à être de la même origine ethnique que les populations qu'ils doivent gérer. En général, les agents en poste dans les régions du nord sont en grande partie d'origines khitanes, tandis que ceux du sud sont plutôt recrutés au sein des ethnies sédentaires peuplant ces régions. Bien qu'il y ait plusieurs exceptions, les circuits sont généralement subdivisés en Zhou, eux-mêmes subdivisées en Xian dirigés par des magistrats. Les pouvoirs des préfets des Zhou et des magistrats des Xian varient selon les régions et les époques et dans de nombreux cas, certaines de leurs fonctions sont assumées par des fonctionnaires au niveau du circuit ou du gouvernement central. Cependant, en règle générale les préfets sont responsables de la collecte des impôts et de la gestion des forces militaires stationnées dans la région, tandis que les magistrats traitent avec les chefs de village et s'assurent que les lois du gouvernement sont appliquées au niveau local.

## Circuits

### Région Nord
En termes de superficie, cette région est la plus vaste de l'empire Liao et abrite la région où vivaient les Khitan avant la fondation de la dynastie Liao. Elle abrite un grand nombre de clans et peuples nomades soumis aux Khitans, et plus ou moins bien contrôlées par ces derniers, ainsi que quelques peuples sédentaires.
Le système qui régit les différents clans nomades qui se considèrent comme faisant partie de l'État Liao est très alambiqué et repose davantage sur les relations personnelles que sur un système formel. En général, plus un clan ou peuple est proche du centre de l'empire, et plus ses membres ont des relations personnelles avec l'empereur, et plus ils sont considérés comme étant loyaux. À l'opposé, les confédérations tribales, telles que les Zubu ou les Tsu-Pu, qui vivent dans les marges éloignées de l'empire, ont tendance à être nettement moins fiables et plus hostiles envers les activités des Khitan dans leurs régions. De fréquentes expéditions militaires sont nécessaires pour les garder sous le contrôle du gouvernement central.
La région Nord abrite la Capitale Suprême, qui est une ville de taille décente. Mais l'empereur et ses conseillers y séjournent assez peu, car ils passent la majeure partie de l'année à voyager à travers la région nord et à rencontrer les différents clans, les différents peuples et leurs chefs. En effet, les membres des peuples de la Région Nord attendent de l'empereur qu'il prenne personnellement les décisions concernant les questions de droit et de justice.
Si la région Nord conserve son caractère nomade traditionnel tout au long de l'histoire de l'empire Liao, des coutumes gouvernementales et économiques empruntées aux Chinois et à d'autres populations sédentaires y sont progressivement introduites. En 983, le code juridique de la dynastie Tang, déjà utilisé dans la capitale du Sud, est traduit en langue khitan afin d'être utilisé par les fonctionnaires du Nord. D'autres réformes suivent celle-ci, au grand dam des membres des tribus khitan.
Au cours de la guerre de 1114-1125 avec les Jürchens, qui s’achève par la destruction de l'État Liao, Wanyan Aguda, le premier empereur des Jürchens, décide de s'emparer de la capitale suprême. Il la choisit comme cible non pas tant parce qu'elle revêt une importance stratégique, mais parce qu'elle serait utile à des fins symboliques. La ville tombe en 1120; les soldats jürchens pillant et brûlant les bâtiments et les tombes de la famille impériale une fois maitres des lieux. Mais les empereurs de la dynastie Jin fondée par Aguda ne vont jamais parvenir à prendre le contrôle de la majeure partie des divers peuples et clans mongols et turques qui avaient auparavant prêté allégeance aux Liao. Ces derniers restent largement indépendants jusqu'à la formation de l'empire mongol au début du XIIIe siècle.

### Région sud / Circuit Sud
Lors de sa création, la région sud regroupe toutes les terres des peuples sédentaires conquis par les Liao. Par la suite, elle est divisée en plusieurs provinces, dont l'une est à nouveau baptisée "Région Sud", ou "Circuit Sud", avec pour capitale la ville de Nanjing, qui correspond à l'actuelle ville de Pékin.
Le circuit sud correspond pour l'essentiel à une partie des Seize Préfectures, un territoire stratégique cédé à l'Empire Liao en 937 par l'empereur Gaozu de la dynastie des Jin postérieurs. Au cours des siècles suivants, les empereurs de la dynastie Song tentent à plusieurs reprises de récupérer cette province, mais malgré leurs efforts militaires, elle reste aux mains des Liao. En raison de sa richesse, elle est parfois plus lourdement taxée que les autres provinces. Cette région est propice à la culture du riz, mais le gouvernement central interdit à plusieurs reprises la culture des rizières, probablement par crainte que les champs et les canaux nécessaires à leur entretien n'entravent l'efficacité de la cavalerie khitane.
Lors de l'invasion de l'empire Liao par les Jurchen, la région sud résiste jusqu'en 1122, sous la bannière d'un gouvernement séparatiste. Cette année-là, une tentative de conquête de la province par la Song échoue, suivie peu de temps après par une attaque des Jurchens, qui envahissent et capturent la capitale du Sud sans grande difficulté.

### Circuit Est
Le Circuit Est comprend la majeure partie du Balhae, un ancien royaume coréen vaincu par les Khitans. Si, de 926 a 936, le Balhae survit sous la forme d'un royaume fantoche contrôlé par un membre de la famille impériale; après cette date, il est définitivement annexé et intégré à l'empire Liao. 
Lorsque la Région Sud est créée par l'empereur Liao Taizu, la capitale de cette région du Sud est installée dans cette région. Après la division de la Région Sud en plusieurs circuits, cette ville devient la capitale du Circuit Est et est nommée Dongjing. Ce circuit est frontalier du royaume de Goryeo et des tribus Jürchens, ce qui explique la présence d'une série de postes frontières et de comptoirs commerciaux.
En raison de sa proximité avec les Jürchens, il est le premier Circuit de l'empire Liao à tomber entre leurs mains lorsqu'ils déclarent la guerre aux Khitans. Les Jürchens commencent à attaquer les postes frontaliers en 1114, et achèvent la conquête du Circuit Est en 1118.

### Circuit Central
Le circuit central est composé des anciens territoires des Hsi; un peuple qui, comme les Balhae pendant un temps, est autorisé à conserver un certain degré d'autonomie après sa conquête par les Khitan. Sur le plan administratif, cette zone relève de la Région Sud. Vers la fin du Xe siècle, le gouvernement central promulgue une série de mesures qui mettent quasiment fin au statut spécial des Hsi et incorporent totalement la région dans l'empire. En 1006, l'ancienne résidence du roi Hsi est choisi pour devenir le site où va être construite la capitale du nouveau Circuit Central. Le chantier de construction de la nouvelle ville commence l'année suivante. Des colons chinois s'installent dans la nouvelle capitale et sur les terres environnantes, qui se prêtent à l'agriculture. Cependant, contrairement aux autres capitales, la Capitale Centrale ne devient jamais une grande ville, et ne conserve qu'une petite population de citoyens chinois et hsi.
Lors de la guerre entre les Jürchens et les Khitans, le Circuit Central tombe au cours du premier mois de 1122. Vers la fin de l'an 1211, Aguda envoie une armée Jürchen commandée par un transfuge Liao envahir ce Circuit. Au terme d'une campagne hivernale, l'armée Jürchen s'empare de la capitale et de ses environs.

### Circuit Ouest
Le Circuit Ouest est la dernière province créée au sein de l'État Liao. En 1044, la ville actuelle de Datong devient la capitale d'une région comprenant une partie des seize préfectures et la région des monts Yinshan. Avant la création du Circuit Ouest, ces territoires faisaient partie du Circuit Sud. Le nouveau Circuit est caractérisé par la présence d'une importante population chinoise.
Au cours de la guerre contre les Jürchens, l'empereur Liao Tianzuo se replie dans la région de Yinshan; un choix qui se révèle payant, car bien que les Jürchens réussissent à s'emparer de la capitale occidentale la même année, ils ne sont pas en mesure d'éliminer les dernières troupes fidèles a Tianzuo. Ce n'est que lorsque Tianzuo quitte cette région et tente de reprendre la capitale du Sud que les Jürchens arrivent finalement à le vaincre et le capturer.
Avant que Tianzuo ne lance son offensive malheureuse, un membre de la famille royale, Yelü Dashi, lui conseille de ne pas lancer cette expédition. Devant le refus de Tianzuo, Dashi abandonne le camp de l'empereur et s'enfuit vers le nord. De là, il établit son propre domaine et s'étend vers l'ouest, formant un nouvel État Khitan connu sous le nom de Qara Khitai ou Liao occidental.

## Voir également
- Divisions administratives de la dynastie Tang (en)
- Divisions administratives de la dynastie Yuan (en)
- Dynastie Liao
- Liao Taizu